# Зелений Гай (зупинний пункт, Львівська залізниця)
Зеле́ний Гай — пасажирський залізничний зупинний пункт Тернопільської дирекції залізничних перевезень Львівської залізниці на неелектрифікованій лінії Тернопіль — Біла-Чортківська між станціями Прошова (4,5 км) та Микулинці-Струсів (4 км). Розташований між селами Малий Говилів та Великий Говилів Тернопільського району Тернопільської області.

## Приміське сполучення
Приміське сполучення здійснюється поїздами сполученням Тернопіль — Заліщики. На поїзд далекого сполучення є можливість здійснити на сусідніх станціях або ж під'їхати на дизель-поїзді до станції Тернопіль, де є більший вибір напрямків.
З 1 вересня 2017 року призначався дизель-поїзд сполученням Тернопіль — Гусятин / Іване-Пусте щовівторка та щоп'ятниці (нині скасований).